# Nicola Abbagnano
Nicola Abbagnano (Salerno, 15 luglio 1901 – Milano, 9 settembre 1990) è stato un filosofo e storico della filosofia italiano.

## Biografia
Laureatosi in filosofia nel 1922 a Napoli con Antonio Aliotta, insegna dapprima al liceo classico "Umberto I" e all'Istituto Superiore di Magistero "Suor Orsola Benincasa" del capoluogo campano, per poi trasferirsi all'Università di Torino dove è professore ordinario di storia della filosofia prima presso la Facoltà di Magistero (1936-1939), poi presso quella di Lettere e Filosofia (1939-1976).
Dal 1952 è condirettore, a fianco di Norberto Bobbio, della Rivista di filosofia.
Tra il 1953 e il 1962 è stato ispiratore del gruppo di intellettuali e filosofi, comprendente, tra gli altri, lo stesso Bobbio e Ludovico Geymonat, che prende il nome di "neoilluminismo italiano", organizzando una serie di convegni rivolti alla costruzione di una filosofia "laica", aperta ai principali orientamenti del pensiero filosofico internazionale.
Dal 1964 al 1972 collabora con il quotidiano La Stampa; si trasferisce poi a Milano dove collabora con Il Giornale di Indro Montanelli e dove, nel 1985, viene eletto consigliere comunale nelle liste del Partito Liberale Italiano e assume per circa un anno la carica di assessore comunale alla Cultura.
Dal 21 maggio 1957 divenne socio dell'Accademia delle scienze di Torino.
È stato uno dei promotori del Centro di studi metodologici di Torino.

## Pensiero filosofico
Come studioso di filosofia, è tra i primi a diffondere in Italia, negli anni trenta e quaranta, la conoscenza delle correnti esistenzialistiche francesi e tedesche, in particolare Heidegger, Jaspers e Sartre.
Nell'opera giovanile Le sorgenti irrazionali del pensiero, del 1923, Abbagnano esalta l'azione creativa, la volontà e l'esperienza, attribuendo ad esse il compito di condurre alla verità. Questi tre sono elementi che egli ricava sostanzialmente dalla filosofia attualista di Giovanni Gentile.
Fondamentale manifesto dell'evoluzione del suo pensiero è l'opera La struttura dell'esistenza, pubblicata nel 1939 a Torino, nella quale Abbagnano propose una terza alternativa alle due correnti appartenenti all'esistenzialismo tedesco, quella di Heidegger e quella di Jaspers.
Abbagnano definisce la propria visione filosofica come esistenzialismo positivo; esso, pur non esplicitamente formulato in veste sistematica, individua la centralità dell'esistenza come momento ontologicamente fondativo, considerando la razionalità dell'uomo come lo strumento principe in grado di garantire a questo fondamento un valore positivo contro ogni possibile nichilismo.
Diversamente rispetto all'impostazione di Heidegger e di Jaspers, Abbagnano evidenzia l'importanza della libertà e dell'indeterminazione e quindi l'ineluttabilità del loro perseguimento.
Oltre a porre la ragione come unico mezzo per creare un legame tra l'uomo e il mondo che lo circonda, il pensiero di Abbagnano insiste molto su un chiarimento dell'orizzonte categoriale della possibilità, in contrasto con quello della necessità, tipico proprio dell'idealismo romantico e dell'esistenzialismo tedesco e francese, fatto che spiega la sua forte critica nei confronti queste due scuole filosofiche.
Nello scritto Possibilità e libertà, distribuito nel 1956, l'autore chiarì il senso della sua filosofia, non incline né alla visione pessimistica dell'uomo imbrigliato e impedito in ogni suo progetto vitale, ma neppure ottimista al punto da concedere all'essere una realizzazione certa.
In quegli stessi anni prende vita il movimento filosofico da lui nominato "neoilluminismo", nel quale precisa il senso dell'esistenzialismo positivo in termini di empirismo radicale e di filosofia applicata alla realtà del mondo sociale. Il movimento, che ha avuto sin dal principio una configurazione culturalmente e politicamente molto composita, avrebbe dovuto favorire l'elaborazione di una visione e di un uso della ragione filosofica alternativi tanto al marxismo che al pensiero cattolico.

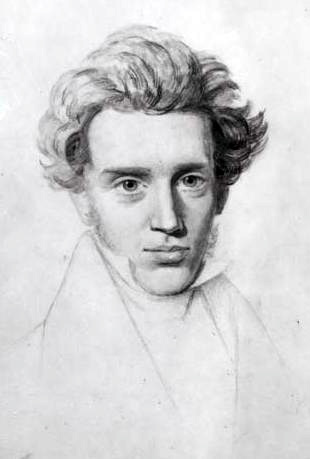
Søren Kierkegaard

Abbagnano aveva del resto ripetutamente criticato l'idealismo e il neoidealismo italiano per la tendenza a sottostimare il valore della scienza, che lui invece considera una disciplina indispensabile per la ricerca della conoscenza, oltreché per l'utilizzo delle sue applicazioni. Quindi la scienza non è una disciplina alternativa alla filosofia, ma di pari valore e ad essa complementare.
Abbagnano insiste nei suoi lavori sui concetti di libertà e di ragione; la prima intesa come la possibilità di scegliere, la seconda come facoltà necessaria per regolare le azioni dell'uomo.
Anche il positivismo di stampo ottocentesco fu oggetto di critica da parte di Abbagnano e messo in contrapposizione con le filosofie di Immanuel Kant e Søren Kierkegaard.
Nel suo esistenzialismo positivo, Abbagnano insiste molto sulla finitudine dell'uomo e sulla problematicità dell'esistenza, destinata per sua costituzione a operare nell'orizzonte del possibile. Egli vede kantianamente nel limite una caratteristica di fondo del nostro esistere e del nostro sapere. Negli ultimi anni questo lucido senso del limite e della problematicità esistenziale si è accompagnato a un lucido senso del mistero ultimo delle cose, inteso come un aspetto insopprimibile della nostra esperienza del reale.
«Ed è proprio questo senso del limite e del mistero, insieme alla rinuncia ad ogni (illusoria) infinitizzazione o divinizzazione dell'umano, a fondare – secondo l'ultimo Abbagnano – la possibilità di un incontro genuino fra credenti e non credenti. E ciò all'insegna di quella "umiltà del pensiero" – come la chiamava il filosofo – che rappresenta la condizione indispensabile di ogni etica del dialogo e del reciproco rispetto».

## L'opera storiografica
Oltre che autore di saggi su singoli filosofi (Aristotele, Ockham, Meyerson, ecc.), Abbagnano è stato anche l'autore di una celebre Storia della filosofia su cui si sono formate intere generazioni di studenti e di docenti. Egli ha realizzato anche un Dizionario di filosofia, considerato tra i migliori a livello internazionale. La Storia della filosofia (sia nella versione scolastica pubblicata dall'editore Paravia, sia nella versione universitaria pubblicata dalla Utet) è stata poi aggiornata dal suo allievo Giovanni Fornero, in collaborazione con Dario Antiseri e Franco Restaino, in due volumi sulla filosofia contemporanea (1991, 1994). Lo stesso Fornero, insieme a un'équipe di noti studiosi, ha curato anche l'aggiornamento e l'ampliamento del Dizionario di filosofia (1998).

## Opere
- Le sorgenti irrazionali del pensiero, Genova-Napoli, Perrella, 1923.
- Il problema dell'arte, Genova-Napoli, Perrella, 1926.
- Il nuovo idealismo inglese e americano, Genova-Napoli, Perrella, 1927
- La filosofia di E. Meyerson e la logica dell'identità, Napoli-Città di Castello, 1929.
- La vita di Ockham, Gubbio, Oderisi, 1930.
- Guglielmo di Ockham, Lanciano, 1931
- La nozione del tempo secondo Aristotele, Lanciano, Carabba, 1933.
- La fisica nuova. Fondamenti di una teoria della scienza, Napoli, 1934
- Il principio della metafisica, Napoli, 1936
- La struttura dell'esistenza, Torino, Paravia, 1939; nuova edizione aggiornata a cura di Pietro Milli e pref. di Giovanni Fornero, UTET, 2025; La structure de l'existence,  trad. Pietro Milli, pref.di  Giovanni Fornero, Parigi, L'Harmattann, 2023
- Introduzione all'esistenzialismo, Milano, Bompiani, 1942.
- Storia della filosofia

I, Filosofia antica. Filosofia patristica. Filosofia scolastica, Torino, UTET, 1946; 1949; 1963; 1993.
II.1, Filosofia moderna sino alla fine del secolo XVIII, Torino, UTET, 1948.
II.2, Filosofia del romanticismo. Filosofia contemporanea, Torino, UTET, 1950.
II, Filosofia del Rinascimento, la filosofia moderna dei secoli XVII e XVIII, Torino, UTET, 1963; 1972.
III, La filosofia del Romanticismo. La filosofia tra il secolo XIX e XX, Torino, UTET, 1963; 1974..;
4ª ed. aggiorn. e riv. voll. I, II, III, con aggiunta del vol. IV (La filosofia contemporanea): tomo 1 di G. Fornero, L. Lentini, F. Restaino; tomo 2 di G. Fornero, D. Antiseri, F. Restaino. UTET, Torino, 1991-9
- Filosofia religione scienza, Torino, 1947
- L'esistenzialismo positivo, Torino, 1948
- Possibilità e libertà, Torino, 1956
- Dizionario di filosofia, Torino, UTET, 1961; 1971; 1998 (aggiornato e ampliato da Giovanni Fornero).
- Per o contro l'uomo, Milano, 1968
- Fra il tutto e il nulla, Milano, 1973
- (con Aldo Visalberghi), Linee di storia della pedagogia, 3 volumi, Torino: Paravia, 1975
- Questa pazza filosofia ovvero l'Io prigioniero, Milano, 1979
- La saggezza della vita, Milano, 1985
- La saggezza della filosofia. I problemi della nostra vita, Milano, 1987
- Scritti esistenzialisti, a cura di B. Maiorca, Torino, 1988
- Ricordi di un filosofo, a cura di Marcello Staglieno, Milano, 1990.
- Protagonisti e testi della filosofia, Milano, 1990
- L'esercizio della libertà. Scritti scelti (1923-1988), a cura di B. Maiorca, ed. riv. agg. e integrata, Boni, Bologna, 1990
- Esistenza e metafisica (1936-1962), a cura di B. Maiorca, Milella, Lecce, 1997
- Scritti neoilluministici (1948-1965), a cura di B. Maiorca, introduzione di P. Rossi e C. A. Viano, UTET, Torino, 2001